# Liste der Baudenkmäler in Untergiesing
Auf dieser Seite sind die Baudenkmäler im Münchner Stadtteil Untergiesing im Stadtbezirk 18 Untergiesing-Harlaching aufgelistet. Zu diesen Baudenkmälern gibt es auch eine Bildersammlung und ein Fotoalbum mit ausgewählten Bildern.
Diese Liste ist Teil der Liste der Baudenkmäler in München. Grundlage ist die Bayerische Denkmalliste, die auf Basis des bayerischen Denkmalschutzgesetzes vom 1. Oktober 1973 erstmals erstellt wurde und seither durch das Bayerische Landesamt für Denkmalpflege geführt und aktualisiert wird. Die folgenden Angaben ersetzen nicht die rechtsverbindliche Auskunft der Denkmalschutzbehörde.

## Ensembles
- Mondstraße. Das Ensemble umfasst den Straßenraum der Mondstraße. Das am Auer Mühlbach gelegene Gebiet war bis ins 19. Jahrhundert unbebaut. Erst gegen Ende des Jahrhunderts wurde dieser sichelförmige, in einer platzartigen Erweiterung mündende Straßenzug terrassiert. Das kleine, vorstädtische Zentrum weist in der Grundanlage spätbiedermeierliche, zwei- und dreigeschossige Traufseithäuser auf, wobei die Bauten des nördlichen Straßenarmes mit ihrer Rückseite zum Mühlbach stehen. Nach den Zerstörungen im Zweiten Weltkrieg wurden einige Gebäude insgesamt wieder aufgebaut oder teilweise wiederhergestellt und dabei erhöht. An der platzartig erweiterten Stelle errichtete man 1958 die Nummer 7 neu und schloss gegenüberliegend in gleicher Zeit den Platz mit Bauten. Diese Bauten des Wiederaufbaus bzw. die Neubauten der 1950er Jahre wahren den Maßstab und sind gestalterisch eingepasst. Spätere Neubauten erfüllen diese Bedingungen nicht. (E-1-62-000-36)

## Einzeldenkmäler

### A
| Lage                                        | Objekt                                    | Beschreibung | Akten-Nr.                                          | Bild                                   |
| ------------------------------------------- | ----------------------------------------- | --- | -------------------------------------------------- | -------------------------------------- |
| Agilolfingerplatz 1 (Standort)              | Grundschule am Agilolfingerplatz          | stattlicher barockisierender Gruppenbau, 1905–07 von Hans Grässel, lobende Erwähnung beim Fassadenpreis 2004                        | D-1-62-000-71                                      | weitere Bilder                         |
| Agilolfingerplatz 2/3 (Standort)            | Kopfbau einer historisierenden Wohnanlage | um 1912 von Heilmann und Littmann; mit Agilolfingerstraße 9/11/13, Gerhardstraße 2/4/6/8/10/12/14 und Teutoburgerstraße 1/2/3/4/5/6 | D-1-62-000-72                                      | weitere Bilder                         |
| Agilolfingerstraße 9/11/13 (Standort)       | Teil einer historisierenden Wohnanlage    | um 1912 von Heilmann und Littmann; siehe Agilolfingerplatz 2/3                                                                      | D-1-62-000-72 zugehörig                            | Teil einer historisierenden Wohnanlage |
| Am Mühlbach 4a (Standort)                   | Niedriges Kleinhaus                       | erdgeschossig, wohl um 1800; an Nr. 4b/4c angebaut                                                                                  | D-1-62-000-308                                     | Niedriges Kleinhaus                    |
| Am Mühlbach 4b/4c (Standort)                | Kleinhaus                                 | im Kern 1. Hälfte 19. Jahrhundert, 2. Hälfte 19. Jahrhundert in Neurenaissanceformen umgestaltet; vergleiche Nr. 4a                 | D-1-62-000-309                                     | Kleinhaus                              |
| Am Mühlbach 5 (Standort)                    | Kleinhaus in Ecklage                      | zweigeschossig, Mitte 19. Jahrhundert                                                                                               | D-1-62-000-310                                     | weitere Bilder                         |
| Arminiusstraße 19/21/23/25/27/29 (Standort) | Teil einer Wohnhausanlage                 | barockisierend, 1927/28 von Steidle und Sepp; siehe Hans-Mielich-Straße 16/18/20/22/24/26/28 und Krumpterstraße 10                  | D-1-62-000-2400 zugehörig (ehemals D-1-62-000-402) | weitere Bilder                         |

### B
| Lage                       | Objekt                                | Beschreibung | Akten-Nr.       | Bild           |
| -------------------------- | ------------------------------------- | --- | --------------- | -------------- |
| Birkenau 18 (Standort)     | Kleinhaus                             | in Ecklage, erdgeschossiger Satteldachbau, um 1840/45                                                                               | D-1-62-000-757  | weitere Bilder |
| Birkenau 19 (Standort)     | Eckhaus                               | zweigeschossiger Satteldachbau mit zweigeschossigem Anbau, um 1840/45, Anbau wohl 2. Hälfte 19. Jahrhundert                         | D-1-62-000-758  | weitere Bilder |
| Birkenau 22 (Standort)     | Kleinhaus                             | zweigeschossiger, traufseitiger Satteldachbau, wohl 2. Hälfte 19. Jahrhundert                                                       | D-1-62-000-759  | weitere Bilder |
| Birkenau 25 (Standort)     | Kleinhaus                             | erdgeschossiger, traufseitiger Satteldachbau, um 1840/45; Hausmadonna, wohl 2. Hälfte 19. Jahrhundert                               | D-1-62-000-760  | weitere Bilder |
| Birkenau 27 (Standort)     | Kleinhaus                             | erdgeschossiger, traufseitiger Satteldachbau, um 1840/45; Block mit Birkenau 29                                                     | D-1-62-000-761  | weitere Bilder |
| Birkenau 31 (Standort)     | Mietshaus                             | Eckbau in deutscher Renaissance, um 1900                                                                                            | D-1-62-000-762  | weitere Bilder |
| Birkenleiten 15 (Standort) | Schlösschen Birkenleiten              | vierflügeliger Barockbau des 18. Jahrhunderts                                                                                       | D-1-62-000-763  | weitere Bilder |
| Birkenleiten 35 (Standort) | Villa                                 | deutsche Renaissance, zum Teil in Fachwerk, errichtet 1880, 1979/80 durch Erweiterungsbau verändert, jetzt Archiconvent der Templer | D-1-62-000-764  | weitere Bilder |
| Birkenleiten 41 (Standort) | Figur eines Herrschers oder des Apoll | Sandstein, 2. Hälfte 18. Jahrhundert                                                                                                | D-1-62-000-8658 | weitere Bilder |

### C
| Lage                                    | Objekt                | Beschreibung | Akten-Nr.       | Bild           |
| --------------------------------------- | --------------------- | --- | --------------- | -------------- |
| Cannabichstraße 1/3/5/7/9/11 (Standort) | Teil einer Wohnanlage | 1927 von Helmut Wolff; siehe Pilgersheimer Straße 19/21/23 ehemals unter der Nummer D-1-62-000-1050 separat aufgeführt | D-1-62-000-5344 | weitere Bilder |
| Claude-Lorrain-Straße 25 (Standort)     | Mietshaus             | barockisierender Jugendstil, mit Erker, Anfang 20. Jahrhundert                                                         | D-1-62-000-1064 | weitere Bilder |
| Claude-Lorrain-Straße 45 (Standort)     | Mietshaus             | dreigeschossiger Mansarddachbau mit Lisenengliederung und seitlichem Zwerchhaus, Neurenaissance, Ende 19. Jahrhundert  | D-1-62-000-1065 | weitere Bilder |

### G
| Lage                                      | Objekt                                 | Beschreibung | Akten-Nr.               | Bild                                   |
| ----------------------------------------- | -------------------------------------- | --- | ----------------------- | -------------------------------------- |
| Gerhardstraße 2/4/6/8/10/12/14 (Standort) | Teil einer historisierenden Wohnanlage | um 1912 von Heilmann und Littmann; siehe Agilolfingerplatz 2/3 | D-1-62-000-72 zugehörig | Teil einer historisierenden Wohnanlage |
| Gerhardstraße 17 (Standort)               | Mietshaus                              | viergeschossiger, traufseitiger Satteldachbau mit Zwerchgiebel und Flacherker, historisierend, Anfang 20. Jahrhundert | D-1-62-000-2126         | weitere Bilder                         |
| Grünwalder Straße 17/19/21/23 (Standort)  | Wohnanlage                             | Städtebaulich wirkungsvoll am Wettersteinplatz errichtete Vierflügelanlage, durch gotisierende und barockisierende Elemente der Tradition verbunden, mit Eckerkern, 1922–24 von Emil Freymuth für die Münchener Gemeindebeamten-Baugenossenschaft. Zugehörig: Säbener Straße 2/4/6/8/10. | D-1-62-000-2293         | weitere Bilder                         |
| Grünwalder Straße 40 (Standort)           | Wohn- und Ökonomieanwesen              | Wohngebäude im Landhausstil, 1889, Scheune, 1884, beide Teile errichtet durch Korbinian Schmid; weitere Nebengebäude, wohl etwa gleichzeitig. | D-1-62-000-2294         | weitere Bilder                         |

### H
| Lage                                                | Objekt                           | Beschreibung | Akten-Nr.       | Bild           |
| --------------------------------------------------- | -------------------------------- | --- | --------------- | -------------- |
| Hans-Mielich-Platz 1 (Standort)                     | Mietshaus                        | viergeschossiger Eckbau mit Walmdach, Neurenaissance-Putzfassade mit Lisenen, Sohlbankgesimsen und Stuck, Ende 19. Jahrhundert | D-1-62-000-2395 | Mietshaus      |
| Hans-Mielich-Platz 2 (Standort)                     | Mietshaus                        | viergeschossiger Traufseitbau mit Mansarddach, Neurenaissance-Putzfassade mit Trauf- und Sohlbankgesimsen, um 1890/1900        | D-1-62-000-2396 | Mietshaus      |
| Hans-Mielich-Platz 3 (Standort)                     | Mietshaus                        | viergeschossiger Traufseitbau mit Mansarddach, Putzfassade mit Gurt- und Sohlbankgesims, um 1890/1900                          | D-1-62-000-2397 | Mietshaus      |
| Hans-Mielich-Straße 12 (Standort)                   | Mietshaus                        | historisierend, mit Erker und Giebel, um 1910                                                                                  | D-1-62-000-2398 | weitere Bilder |
| Hans-Mielich-Straße 14 (Standort)                   | Kath. Pfarrkirche St. Franziskus | zweitürmiger Neubarockbau, 1925/26 von Richard Steidle; samt anschließendem Pfarrhaus; mit Ausstattung                         | D-1-62-000-2399 | weitere Bilder |
| Hans-Mielich-Straße 16/18/20/22/24/26/28 (Standort) | Wohnanlage                       | barockisierend, 1927/28 von Richard Steidle und Sepp; mit Krumpterstraße 10 und Arminiusstraße 19/21/23/25/27/29               | D-1-62-000-2400 | weitere Bilder |
| Harlachinger Straße 51 (Standort)                   | Schön Klinik München Harlaching  | barockisierend, Westflügel mit Kirche, 1911–13 von Ludwig Ullmann; siehe Kurzstraße 2                                          | D-1-62-000-2423 | weitere Bilder |
| Humboldtstraße 2 (Standort)                         | Marianum                         | barockisierender Bau mit Portalvorbau, zwei Fassadenfiguren und Dachreiter, 1901 von Carl Hocheder d. Ä.; stark erneuert       | D-1-62-000-2860 | weitere Bilder |
| Humboldtstraße 4 (Standort)                         | Mietshaus                        | neubarock, mit Erker und Stuckdekor, 1900 von Max Sepp                                                                         | D-1-62-000-2861 | Mietshaus      |
| Humboldtstraße 6 (Standort)                         | Mietshaus                        | barockisierender Jugendstil, mit Erker und Stuckdekor, bezeichnet 1902, von Max Sepp; Dachgeschoss verändert                   | D-1-62-000-2863 | weitere Bilder |
| Humboldtstraße 16 (Standort)                        | Mietshaus                        | deutsche Renaissance, mit Erkerturm, um 1890                                                                                   | D-1-62-000-2864 | weitere Bilder |
| Humboldtstraße 18 (Standort)                        | Mietshaus                        | viergeschossiger Traufseitbau mit Mansarddach, Neorenaissancefassade mit Putzgliederung, um 1890/1900                          | D-1-62-000-2866 | Mietshaus      |
| Humboldtstraße 20 (Standort)                        | Mietshaus                        | neubarock, Eckbau mit drei Erkern, Putz- und Stuckdekor, um 1890/1900.                                                         | D-1-62-000-2867 | weitere Bilder |
| Humboldtstraße 22 (Standort)                        | Mietshaus                        | neubarock, mit Erkerturm an der Ecke und Kolossalpilastern, um 1890                                                            | D-1-62-000-2869 | weitere Bilder |
| Humboldtstraße 38 (Standort)                        | Mietshaus                        | neubarock, mit reicher Putzgliederung und Stuckdekor, 1899 von Ernst Dressler                                                  | D-1-62-000-2870 | weitere Bilder |

### J
| Lage                          | Objekt    | Beschreibung                         | Akten-Nr.       | Bild      |
| ----------------------------- | --------- | ------------------------------------ | --------------- | --------- |
| Jamnitzerstraße 11 (Standort) | Mietshaus | barockisierender Jugendstil, um 1900 | D-1-62-000-3074 | Mietshaus |

### K
| Lage                          | Objekt                                       | Beschreibung | Akten-Nr.                 | Bild                  |
| ----------------------------- | -------------------------------------------- | --- | ------------------------- | --------------------- |
| Kleiststraße 3/4/5 (Standort) | Teil einer Wohnanlage                        | 1927 von Helmut Wolff; siehe Pilgersheimer Straße 19/21/23 ehemals unter der Nummer D-1-62-000-3466 separat aufgeführt                                                                                    | D-1-62-000-5344           | weitere Bilder        |
| Konradinstraße 2 (Standort)   | Mietshaus                                    | viergeschossiger Eckbau mit Walmdach und Eckturm, Putzfassade mit Eckrustizierung, Gurt- und Sohlbankgesims, 1900/01                                                                                      | D-1-62-000-3579           | Mietshaus             |
| Konradinstraße 16 (Standort)  | Mietshaus                                    | fünfgeschossiger Eckbau mit Walmdach und Erkern, einfache Putzfassade mit Gurtgesimsen, um 1910 | D-1-62-000-3580           | weitere Bilder        |
| Krumpterstraße 10 (Standort)  | Teil einer Wohnanlage                        | barockisierend, 1927/28 von Steidle und Sepp; siehe Hans-Mielich-Straße 16–28 (gerade Nummern) ehemals unter der Nummer D-1-62-000-3645 separat aufgeführt                                                | D-1-62-000-2400 zugehörig | Teil einer Wohnanlage |
| Kühbachstraße 4 (Standort)    | Mietshaus                                    | viergeschossiger Eckbau mit Mansarddach, flacher Eckrisalit, Putzfassade mit Sohlbankgesimsen, um 1890 | D-1-62-000-3646           | weitere Bilder        |
| Kurzstraße 2 (Standort)       | Bayerische Landesschule für Körperbehinderte | barockisierender Mansarddachbau, 1911–13 von Ludwig von Stempel und Ludwig Ullmann; zusammen mit Harlachinger Straße 51 Gruppenbau mit Pavillons, Turnhalle und Anstaltskirche; mit Ausstattung; mit Turm | D-1-62-000-3694           | weitere Bilder        |

### L
| Lage                       | Objekt                     | Beschreibung | Akten-Nr.       | Bild                  |
| -------------------------- | -------------------------- | --- | --------------- | --------------------- |
| Lohstraße 11 (Standort)    | Vorstadthaus               | zweigeschossig, mit Mansardsatteldach, Mitte 19. Jahrhundert                                                            | D-1-62-000-4028 | weitere Bilder        |
| Lohstraße 11 (Standort)    | Pumpbrunnen                | in Form einer Blechsäule, 1892; auf platzartiger Erweiterung                                                            | D-1-62-000-4027 | Pumpbrunnen           |
| Lohstraße 14/16 (Standort) | Teil einer Wohnanlage      | 1927 von Helmuth Wolff; siehe Pilgersheimer Straße 19/21/23 ehemals unter der Nummer D-1-62-000-4031 separat aufgeführt | D-1-62-000-5344 | Teil einer Wohnanlage |
| Lohstraße 23 (Standort)    | Zweigeschossiges Kleinhaus | im Kern wohl 1. Hälfte 19. Jahrhundert                                                                                  | D-1-62-000-4030 | weitere Bilder        |
| Lohstraße (Standort)       | Laufbrunnen                | polygonale Eisensäule, davor Steinbecken, 1930; schräg gegenüber von Nr. 60a                                            | D-1-62-000-4032 | weitere Bilder        |

### M
| Lage                     | Objekt                     | Beschreibung | Akten-Nr.       | Bild           |
| ------------------------ | -------------------------- | --- | --------------- | -------------- |
| Mondstraße 1b (Standort) | Vorstadthaus               | dreigeschossiger Traufseitbau mit Mansarddach, neobarocke Putzfassade mit Pilastergliederung, Stockwerk- und Sohlbankgesimsen, 1894 | D-1-62-000-4592 | weitere Bilder |
| Mondstraße 2 (Standort)  | Wohnhaus                   | zweigeschossiger Eckbau mit Walmdach, einfache Putzfassade, 1876                                                                    | D-1-62-000-4593 | weitere Bilder |
| Mondstraße 4 (Standort)  | Wohnhaus                   | zweigeschossiger Traufseitbau mit Satteldach, einfache Putzfassade, 1875                                                            | D-1-62-000-4594 | weitere Bilder |
| Mondstraße 6 (Standort)  | Wohnhaus                   | zweigeschossiger Traufseitbau mit Satteldach, Putzfassade mit Traufgesims, 1875                                                     | D-1-62-000-4595 | weitere Bilder |
| Mondstraße 8 (Standort)  | Wohnhaus                   | zweigeschossiger Traufseitbau mit Satteldach, einfache Putzfassade, 1875                                                            | D-1-62-000-4596 | weitere Bilder |
| Mondstraße 9 (Standort)  | Dreigeschossiges Traufhaus | dreigeschossiger Traufseitbau mit Satteldach und Flacherker, einfache Putzfassade mit Sohlbankgesimsen, 1875                        | D-1-62-000-4597 | weitere Bilder |
| Mondstraße 32 (Standort) | Zweigeschossiges Eckhaus   | mit klassizistischem Portal und profiliertem Traufgesims, wohl Mitte 19. Jahrhundert                                                | D-1-62-000-4598 | weitere Bilder |

### O
| Lage                            | Objekt                    | Beschreibung | Akten-Nr.       | Bild                      |
| ------------------------------- | ------------------------- | --- | --------------- | ------------------------- |
| Obere Weidenstraße 1 (Standort) | Mietshaus                 | Eckbau im barockisierenden Jugendstil, Anfang 20. Jahrhundert                                                                             | D-1-62-000-4876 | weitere Bilder            |
| Obere Weidenstraße 2 (Standort) | Wohnhaus                  | eingeschossiger Traufseitbau mit Satteldach, einfache Putzfassade, um 1840/45                                                             | D-1-62-000-4877 | weitere Bilder            |
| Obere Weidenstraße 4 (Standort) | Wohnhaus                  | eingeschossiger Traufseitbau mit Satteldach, einfache Putzfassade, um 1840/45 ehemals unter der Nummer D-1-62-000-4878 separat aufgeführt | D-1-62-000-4877 | weitere Bilder            |
| Obere Weidenstraße 7 (Standort) | Erdgeschossiges Kleinhaus | eingeschossiger Traufseitbau mit Satteldach, einfache Putzfassade, Anfang 19. Jahrhundert                                                 | D-1-62-000-4879 | Erdgeschossiges Kleinhaus |
| Obere Weidenstraße 9 (Standort) | Wohnhaus                  | zweigeschossiger Traufseitbau mit Satteldach, einfache Putzfassade, um 1840/45                                                            | D-1-62-000-4880 | weitere Bilder            |
| Oefelestraße 14 (Standort)      | Mietshaus                 | neubarock, mit reicher Putzgliederungen und dekorativ bemalten Lisenen, um 1900                                                           | D-1-62-000-4938 | weitere Bilder            |
| Oefelestraße 16 (Standort)      | Mietshaus                 | neubarock, mit Flacherker, um 1900 | D-1-62-000-4939 | Mietshaus                 |
| Oefelestraße 21 (Standort)      | Mietshaus                 | neubarocker Eckbau, mit Putzgliederung, 1897 von Alois Barbist                                                                            | D-1-62-000-4940 | weitere Bilder            |

### P
| Lage                                     | Objekt                | Beschreibung | Akten-Nr.                 | Bild                  |
| ---------------------------------------- | --------------------- | --- | ------------------------- | --------------------- |
| Pilgersheimer Straße 19/21/23 (Standort) | Großwohnanlage        | In Münchnerischer Ausprägung der Neuen Sachlichkeit, 1927 von Helmut Wolff. Zugehörig: Pilgersheimer Straße 27/29, Voßstraße 2/4/6/8/10/12/14/16 (gerade Nummern), Cannabichstraße 1/3/5/7/9/11, Lohstraße 14/16 und Kleiststraße 3/4/5. | D-1-62-000-5344           | Großwohnanlage        |
| neben Pilgersheimer Straße 19 (Standort) | Wandbrunnen           | mit Relief zum Gedenken an die Erbauung der umliegenden Wohnanlage, 1927; zwischen Haus Nr. 19 und Kleiststraße 5 ehemals unter der Nummer D-1-62-000-5343 separat aufgeführt                                                            | D-1-62-000-5344 zugehörig | Wandbrunnen           |
| Pilgersheimer Straße 25 (Standort)       | Mietshaus             | Jugendstil, malerisch gegliedert, Anfang 20. Jahrhundert | D-1-62-000-5345           | weitere Bilder        |
| Pilgersheimer Straße 27/29 (Standort)    | Teil einer Wohnanlage | 1927 von Helmut Wolff; siehe Pilgersheimer Straße 19/21/23 | D-1-62-000-5346           | Teil einer Wohnanlage |
| Pilgersheimer Straße 46 (Standort)       | Mietshaus             | in spätklassizistischer Tradition, um 1870 | D-1-62-000-5347           | Mietshaus             |
| Pilgersheimer Straße 62 (Standort)       | Mietshaus             | neubarock, mit Eckkuppel, bezeichnet 1899 | D-1-62-000-5348           | weitere Bilder        |
| Pilgersheimer Straße 64 (Standort)       | Mietshaus             | neubarock, mit Stuckdekor, um 1900 | D-1-62-000-5349           | Mietshaus             |
| Pilgersheimer Straße 66 (Standort)       | Mietshaus             | dreigeschossiger Mansardwalmdachbau, Neorenaissancefassade mit Rustikalisenen, Gurt- und Sohlbankgesimsen; zweigeschossiges Rückgebäude mit Mansardpultdach; schmiedeeisernes Hoftor; von Max Sepp, 1896                                 | D-1-62-000-5350           | Mietshaus             |

### S
| Lage                                   | Objekt                             | Beschreibung | Akten-Nr.       | Bild                  |
| -------------------------------------- | ---------------------------------- | --- | --------------- | --------------------- |
| Säbener Straße 2/4/6/8/10 (Standort)   | Teil einer Wohnanlage              | 1922 bis 1924 von Emil Freymuth; siehe Grünwalder Straße 17/19/21/23 ehemals unter der Nummer D-1-62-000-6035 separat aufgeführt                                                                  | D-1-62-000-2293 | Teil einer Wohnanlage |
| Sachsenstraße 2 (Standort)             | Ringergruppe (Herakles und Antäus) | Steinskulptur, 1896 von Mathias Gasteiger, auf Sockel mit Flachrelief 1901 vor dem Abschlussgebäude des ehemaligen Jugendturnspielplatzes am Schyrenplatz aufgestellt (jetzt städt. Sportanlage). | D-1-62-000-7854 | weitere Bilder        |
| Sachsenstraße 6 (Standort)             | Kleines Mansarddachhaus            | Anfang 20. Jahrhundert, wohl von Richard Schachner | D-1-62-000-6033 | weitere Bilder        |
| Sachsenstraße 31 (Standort)            | Bürogebäude                        | städtische Müllbeseitigung Süd, zweigeschossige Villa mit Walmdach, von Richard Schachner, um 1909                                                                                                | D-1-62-000-6034 | weitere Bilder        |
| Schönstraße 6 (Standort)               | Mietshaus                          | viergeschossiger Traufseitbau mit Satteldach, Putzfassade mit Gurt- und Sohlbankgesimsen, um 1880                                                                                                 | D-1-62-000-6290 | weitere Bilder        |
| Schönstraße 21 (Standort)              | Mietshaus                          | viergeschossiger Eckbau mit Satteldach und polygonalem Eckturm mit Zeltdach, Putzfassade mit Putzfeldern, Gurt- und Sohlbankgesimsen, um 1900                                                     | D-1-62-000-6291 | weitere Bilder        |
| Schönstraße 33 (Standort)              | Mietshaus                          | viergeschossiger Eckbau mit Satteldach, Zwerchhaus und Eckerkerturm mit Zeltdach, neobarocke Putzfassade mit Rustika, Stuckfeldern, Gurt- und Sohlbankgesimsen, bezeichnet 1903                   | D-1-62-000-6292 | weitere Bilder        |
| Schönstraße 76 (Standort)              | Mietshaus                          | viergeschossiger Traufseitbau mit Mansarddach, einfache Putzfassade mit Gurt- und Traufgesims, um 1900                                                                                            | D-1-62-000-6293 | weitere Bilder        |
| Schönstraße 89 (Standort)              | Mansarddachvilla                   | eingeschossiger Traufseitbau mit Mansarddach und Schopf, Risalit mit Walmdach, einfache Putzfassade mit Eckrustika und Traufgesims, von Ernst Dressler, 1898                                      | D-1-62-000-6294 | weitere Bilder        |
| Schönstraße 118/120/122/124 (Standort) | Malerische Wohnhausgruppe          | Zeilenanlage mit Versprüngen, dreigeschossige Traufseitbauten mit Mansarddach, Giebeln und Risaliten, einfache Putzfassade im Reformstil, Anfang 20. Jahrhundert.                                 | D-1-62-000-6295 | weitere Bilder        |
| Schyrenplatz 2 (Standort)              | Kiosk                              | Holzkonstruktion mit Gusseisen auf gemauertem Sockel, 2. Hälfte 19. Jahrhundert, Zierformen Neurenaissance.                                                                                       | D-1-62-000-6396 | Kiosk                 |
| Schyrenstraße 5 (Standort)             | Mietshaus                          | Eckbau in deutscher Renaissance, um 1900 | D-1-62-000-6397 | weitere Bilder        |
| Sommerstraße 36 (Standort)             | Mietshaus                          | dreigeschossiger Traufseitbau mit Satteldach und Zwerchhaus, um 1880/1900 | D-1-62-000-6575 | weitere Bilder        |
| Sommerstraße 43 (Standort)             | Kleinhaus                          | zweigeschossiger Traufseitbau mit Satteldach, einfache Putzfassade, um 1840/45 | D-1-62-000-6576 | weitere Bilder        |
| Sommerstraße 51 (Standort)             | Zweigeschossiges Kleinhaus         | Eckbau mit Mansarddach, Putzgliederung mit stuckierten Fensterrahmen und Traufgesims, um 1850. | D-1-62-000-6578 | weitere Bilder        |
| Sommerstraße 54 (Standort)             | Kleinhaus                          | zweigeschossiger Traufseitbau in Ecklage mit Satteldach, einfache Putzfassade, um 1840/45 | D-1-62-000-6579 | weitere Bilder        |
| Sommerstraße 56 (Standort)             | Dreigeschossiges Mietshaus         | neubarock, um 1900; Gruppe mit Nr. 58 | D-1-62-000-6580 | weitere Bilder        |
| Sommerstraße 58 (Standort)             | Dreigeschossiges Mietshaus         | neubarock, mit Madonnenrelief, um 1900; Gruppe mit Nr. 56 | D-1-62-000-6581 | weitere Bilder        |

### T
| Lage                                      | Objekt                                 | Beschreibung | Akten-Nr.               | Bild           |
| ----------------------------------------- | -------------------------------------- | --- | ----------------------- | -------------- |
| Teutoburger Straße 1/2/3/4/5/6 (Standort) | Teil einer historisierenden Wohnanlage | 1912 von Heilmann und Littmann; siehe Agilolfingerplatz 2/3 ehemals unter der Nummer D-1-62-000-6812 separat aufgeführt | D-1-62-000-72 zugehörig | weitere Bilder |

### U
| Lage                              | Objekt                     | Beschreibung | Akten-Nr.       | Bild                       |
| --------------------------------- | -------------------------- | --- | --------------- | -------------------------- |
| Untere Weidenstraße 2 (Standort)  | Mietshaus                  | barockisierender Jugendstil, 1911 von Heilmann und Littmann; Gruppe mit Nr. 4                                         | D-1-62-000-7157 | weitere Bilder             |
| Untere Weidenstraße 4 (Standort)  | Mietshaus                  | barockisierender Jugendstil, um 1911; Gruppe mit Nr. 2                                                                | D-1-62-000-7158 | weitere Bilder             |
| Untere Weidenstraße 5 (Standort)  | Fabrikgebäude              | barockisierender Jugendstil, 1909 von Hessemer und Schmidt                                                            | D-1-62-000-7159 | weitere Bilder             |
| Untere Weidenstraße 12 (Standort) | Mietshaus                  | viergeschossiger Eckbau mit Walmdach, Neorenaissancefassade mit stuckierten Fensterverdachungen und Gesimsen, um 1890 | D-1-62-000-7160 | weitere Bilder             |
| Untere Weidenstraße 13 (Standort) | Mietshaus                  | viergeschossiger Traufseitbau mit Mansarddach und Mittelgiebel, Putzfassade im Reformstil, bezeichnet 1896            | D-1-62-000-7161 | weitere Bilder             |
| Untere Weidenstraße 18 (Standort) | Zweigeschossiges Kleinhaus | zweigeschossiger Traufseitbau mit Satteldach, einfache Putzfassade, um 1840/45                                        | D-1-62-000-7162 | Zweigeschossiges Kleinhaus |
| Untere Weidenstraße 20 (Standort) | Erdgeschossiges Kleinhaus  | eingeschossiger Traufseitbau mit Satteldach, einfache Putzfassade, um 1840/45                                         | D-1-62-000-7163 | weitere Bilder             |

### V
| Lage                                     | Objekt                | Beschreibung | Akten-Nr.       | Bild           |
| ---------------------------------------- | --------------------- | --- | --------------- | -------------- |
| Voßstraße 2/4/6/8/10/12/14/16 (Standort) | Teil einer Wohnanlage | 1927 von Helmut Wolff; siehe Pilgersheimer Straße 19/21/23 ehemals unter der Nummer D-1-62-000-7291 separat aufgeführt | D-1-62-000-5344 | weitere Bilder |

### W
| Lage                       | Objekt    | Beschreibung                                                                              | Akten-Nr.       | Bild           |
| -------------------------- | --------- | ----------------------------------------------------------------------------------------- | --------------- | -------------- |
| Winterstraße 13 (Standort) | Mietshaus | viergeschossiger Eckbau mit Walmdach, Putzfassade mit Gurt- und Sohlbankgesimsen, um 1880 | D-1-62-000-7596 | weitere Bilder |
| Winterstraße 15 (Standort) | Mietshaus | viergeschossiger Eckbau mit Walmdach, Putzfassade mit Gurt- und Sohlbankgesims, um 1880   | D-1-62-000-7597 | weitere Bilder |

## Ehemalige Baudenkmäler
In diesem Abschnitt sind Objekte aufgeführt, die früher einmal in der Denkmalliste eingetragen waren, jetzt aber nicht mehr. Objekte, die in anderem Zusammenhang also z. B. als Teil eines Baudenkmals weiter eingetragen sind, sollen hier nicht aufgeführt werden. Aktennummern in diesem Abschnitt sind ehemalige, jetzt nicht mehr gültige Aktennummern.

| Lage                       | Objekt                         | Beschreibung | Akten-Nr.       | Bild                           |
| -------------------------- | ------------------------------ | --- | --------------- | ------------------------------ |
| Birkenau 1 (Standort)      |                                | 1995 aus der Denkmalliste gestrichen |                 |                                |
| Birkenau 17 (Standort)     | Kleinhaus                      | zweigeschossiger, traufseitiger Satteldachbau, um 1840/45; nach umfänglichen baulichen Veränderungen 2014 aus der Denkmalliste gestrichen | D-1-62-000-756  | weitere Bilder                 |
| Lohstraße 19 (Standort)    | Erdgeschossiges Satteldachhaus | um 1800; nach Umbau, 2009 aus der Denkmalliste gestrichen                                                                                 | D-1-62-000-4029 | Erdgeschossiges Satteldachhaus |
| Sommerstraße 60 (Standort) | Zweigeschossiges Kleinhaus     | um 1840/45, mit späterem Erker; aufgrund erheblicher Reduzierung des historischen Baubestandes 2008 aus der Denkmalliste gestrichen       | D-1-62-000-6582 | Zweigeschossiges Kleinhaus     |

## Abgegangene Baudenkmäler
In diesem Abschnitt sind Objekte aufgeführt, die früher einmal in der Denkmalliste eingetragen waren, jetzt aber nicht mehr existieren, z. B. weil sie abgebrochen wurden. Aktennummern in diesem Abschnitt sind ehemalige, jetzt nicht mehr gültige Aktennummern.

| Lage                             | Objekt                            | Beschreibung | Akten-Nr.       | Bild                              |
| -------------------------------- | --------------------------------- | --- | --------------- | --------------------------------- |
| Birkenau 12 (Standort)           | Kleinhaus                         | erdgeschossig, um 1840/45; 2009 aus der Denkmalliste gestrichen, wurde im Sommer 2011 abgerissen |                 | Kleinhaus                         |
| Hellabrunner Straße 1 (Standort) | Verwaltungsgebäude der Osram GmbH | kubischer, sechsgeschossiger Stahlskelettbau über quadratischem Grundriss, mit zwei Verkehrs- und Installationskernen aus Ortbeton; Aluminium-Glas-Vorhangfassade von äußerster Schlichtheit und Rationalität; Großraumbüros mit Vollklimatisierung; Eingangs-Vordach auf Stützen; 1963–65 von Walter Henn unter Mitarbeit von Dieter Ströbel als in Deutschland frühes Beispiel eines Großraum-Verwaltungsbaus errichtet; Foyer mit Glasprismenwand von Alois Ferdinand Gangkofner und Holzintarsienwand von Fred Stelzig. Gebäude wurde 2018 abgerissen. | D-1-62-000-7975 | Verwaltungsgebäude der Osram GmbH |